# Rua Augusta (telessérie)
Rua Augusta é uma série de televisão brasileira de drama produzida e exibida pelo TNT desde 15 de março de 2018, dirigida por Pedro Morelli e Fábio Mendonça, escrita por Ana Reber, Jaqueline Vargas e Julia Furrer, com uma temporada composta por 12 episódios de 30 minutos cada.
Sinopse
Mika (Fiorella Mattheis) é uma stripper que tenta reconstruir sua vida após um passado conturbado e misterioso. Ela passa a trabalhar na agitada Rua Augusta, em São Paulo, onde é dançarina na Boate Love e se diverte na boate Hell. Em uma dessas noitadas, o destino da jovem se cruza com o do filho de um poderoso empresário, o que muda sua vida pra sempre.

## Elenco
- Fiorella Mattheis - Mika
- Pathy Dejesus - Nicole
- Rodrigo Pandolfo - Emílio
- Milhem Cortaz - Raul
- Lourinelson Vladmir - Alex
- Zemanuel Pinheiro - Cézar
- Glamour Garcia - Babete
- Rui Ricardo - Dimas
- Carlos Meceni - Maurício Amaral
- Rafael Dib - Lucas